# Ернст фон Глазерсфельд
Ернст фон Глазерсфельд — американський філософ, психолог, один з основоположників радикального конструктивізму. Творець перших 120 знаків-символів (поняття Lexigram, штучної мови Yerkish для спілкування з шимпанзе. Вперше застосований при роботі з самкою шимпанзе, на ім'я Lana, в 1973 році в Yerkes National Primate Research Center, розташованим при Emory University (штат Джорджія). Один з основоположників радикального конструктивізму в філософії (разом з Паулем Вацлавиком і Гайнцем фон Ферстером). У 1981 році він публікує в колективній праці під редакцією Пауля Вацлавіка «Винайдення реальності» свою статтю «Вступ до радикального конструктивізму», в якій він представляє Джамбаттісто Віко як першого філософа «конструктивіста».

## Біографія
Народився 8 березня 1917 року в Мюнхен в австрійських батьків. Батько був дипломатом в Баварії, а мати — спортсменкою (лижницею). Жив у Швейцарії, Австрії, Франції, Чехословаччини, Ірландії (з 1939), Італії (з 1947) і США (з 1966). У 1935 році закінчив коледж Zuoz College (Швейцарія), здобувши ступінь Swiss Scientific «Matura», потім 2 роки вивчав математику спочатку в Університеті Цюриха, а потім в Університеті Відня. Після анексії Австрії Гітлером, перебрався вчитися в Париж, але фашисти конфіскували всю власність батьків, залишивши його без засобів до навчання. У 1939 році емігрував в Ірландію, став фермером, в 1945 отримав місцеве громадянство, приватно вивчав філософію, логіку і психологію.
1947 року переїхав до Італії і почав працювати у професора Сільвіо Чеккато. Підробляв, працюючи кореспондентом газет Австрії і Швейцарії. Надалі працював в Центрі кібернетики (1949-1959) і в Університеті Мілана (1960-1969).
Керував науковими дослідженнями в Foreign Language Section, Center for Cybernetics, Міланському університеті (1960-1962).
Був головним науковим співробітником в проєкті Language Research Project, який фінансується U.S.Air Force Office of Scientific Research і адмініструється Italian Institute of Engineering Information (IDAMI, Мілан, Італія) (1963-1966).

## Радикальний конструктивізм
Радикальний конструктивізм — епістемологічний підхід, згідно з яким знання принципово не може відповідати об'єктивної реальності або «відбивати» її, оскільки єдиний доступний індивіду «реальний світ» є конструкцією (системою конструктів), що породжує сам індивід в процесі пізнання на основі свого сенсорного досвіду.
Основними представниками радикального конструктивізму вважаються Ернст фон Глазерсфельд, Пауль Вацлавик, Умберто Матурана і Гайнц фон Ферстер.
Центральну парадигму радикального конструктивізму Глазерсфельд формулює таким чином:
- знання не знаходиться пасивним чином, воно активно конструюється пізнає суб'єктом;
- функція пізнання має адаптивний характер і служить для організації досвідченого світу, а не для відкриття онтологічної реальності.

## Нагороди
1991 — Меморіальна премія Маккаллоха (Американське товариство кібернетики, США)
2002 — Reconnaissance du mérite scientifique (Université du Québec, Монреаль, Канада)
2005 — Золота медаль Винера (Американське товариство кібернетики, США)
2008 — Австрійський почесний знак «За науку і мистецтво»
2009 — Почесна медаль Відня.